# Cristián I de Anhalt-Bernburg

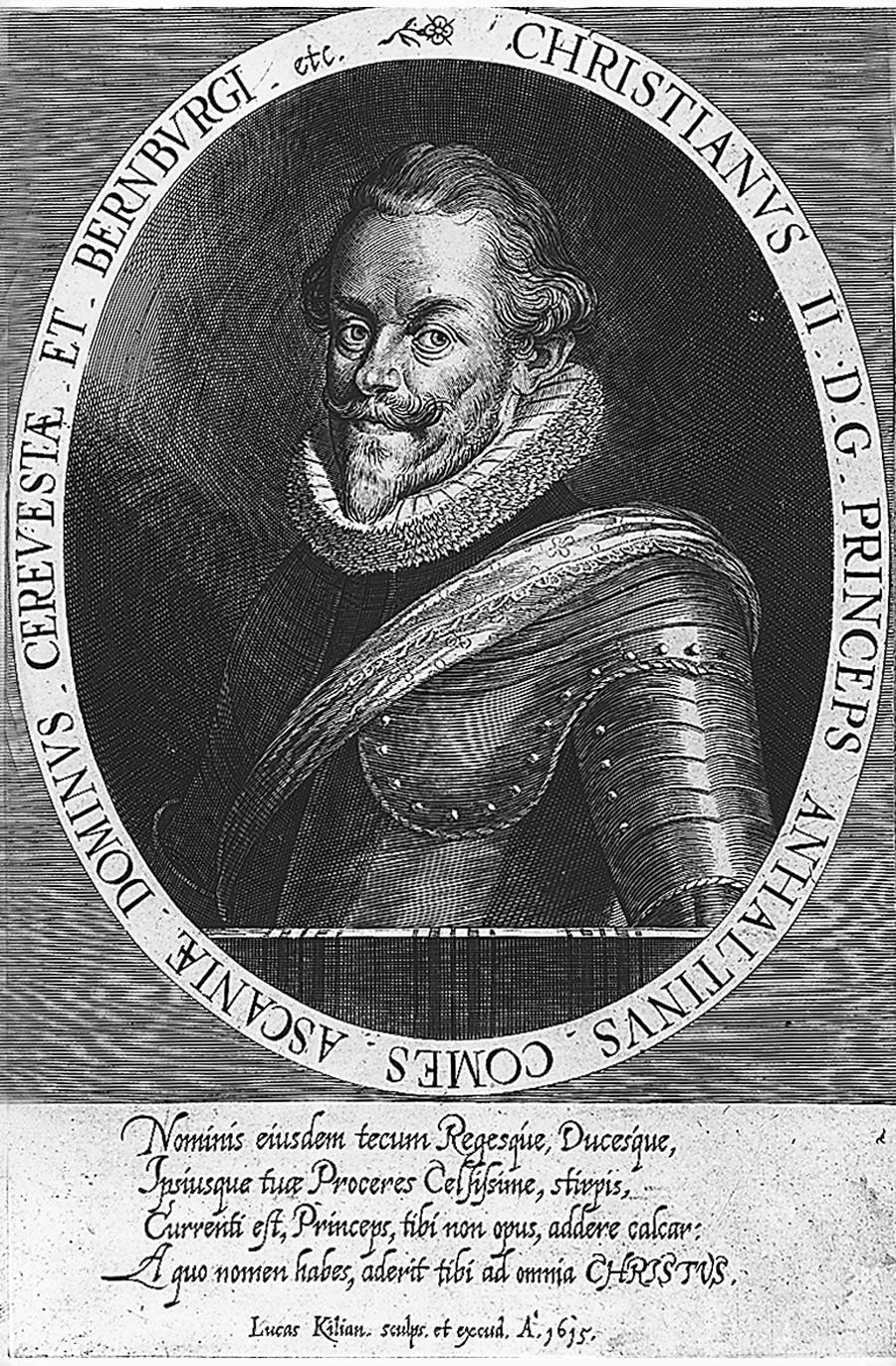
Cristián I, Príncipe de Anhalt-Bernburg en un grabado de 1615.

Cristián I de Anhalt (en alemán: Christian von Anhalt; 11 de mayo de 1568-17 de abril de 1630), príncipe de Anhalt-Bernburg (1603-1630), fue consejero del elector Federico IV del Palatinado y de su hijo Federico V.

## Biografía
Hijo del príncipe Joaquín Ernesto de Anhalt († 1586) y de su primera esposa, Inés de Barby († 1569). Tomó posesión de las tierras familiares en 1586 tras la muerte de su padre, convirtiéndose en un devoto calvinista y consejero del elector palatino Federico IV.
En 1591 dirigió los ejércitos palatinos enviados en ayuda del rey Enrique IV de Francia. Como diplomático, en 1608 Anhalt jugó un importante papel en la formación de la Unión Protestante. Con la muerte del elector, Cristián pasó a servir a su hijo y nuevo elector, Federico V, que le nombró comandante de las fuerzas protestantes con la misión de defender Bohemia del emperador Fernando II y de sus aliados, cuando los bohemios eligieron a Federico como su nuevo rey en 1619 (véase Revuelta bohemia). Cuando sus tropas fueron derrotadas en 1620 en la Batalla de la Montaña Blanca, Cristián y Federico se vieron obligados a abandonar Praga. Como respuesta a esta colaboración con los palatinos, en 1621, un bando imperial le privó de sus tierras.
Cristián se trasladó en primer lugar a Suecia, llegando a ser amigo del rey Cristián IV en Dinamarca. En 1624 apeló a la magnanimidad del emperador, siendo autorizado a tomar de nuevo posesión de sus tierras.
Fue sucedido por su hijo Cristián II.